# Tirammina N-feruloiltransferasi
La tirammina N-feruloiltransferasi è un enzima appartenente alla classe delle transferasi, che catalizza la seguente reazione:
feruloil-CoA + tiramina ⇄ CoA + N-feruloiltirammina
Anche il cinnamoil-CoA, il 4-cumaroil-CoA e il sinapoil-CoA possono agire come donatori. Alcune ammine aromatiche possono invece essere accettori.